# Драй-Пронг (Луїзіана)
Драй-Пронг (англ. Dry Prong) — селище (англ. village) в США, в окрузі Ґрант штату Луїзіана. Населення — 455 осіб (2020).

## Географія
Драй-Пронг розташований за координатами 31°34′53″ пн. ш. 92°31′53″ зх. д. / 31.58139° пн. ш. 92.53139° зх. д. (31.581305, -92.531418).  За даними Бюро перепису населення США в 2010 році селище мало площу 3,44 км², з яких 3,41 км² — суходіл та 0,02 км² — водойми. В 2017 році площа становила 3,62 км², з яких 3,59 км² — суходіл та 0,03 км² — водойми.

## Демографія
Згідно з переписом 2010 року, у селищі мешкало 436 осіб у 171 домогосподарстві у складі 127 родин. Густота населення становила 127 осіб/км².  Було 199 помешкань (58/км²).
Расовий склад населення:
| - 97,9 % — білих - 1,4 % — корінних американців |

До двох чи більше рас належало 0,2 %. Частка іспаномовних становила 1,1 % від усіх жителів.
За віковим діапазоном населення розподілялося таким чином: 22,9 % — особи молодші 18 років, 59,7 % — особи у віці 18—64 років, 17,4 % — особи у віці 65 років та старші. Медіана віку мешканця становила 41,3 року. На 100 осіб жіночої статі у селищі припадало 99,1 чоловіків;  на 100 жінок у віці від 18 років та старших — 102,4 чоловіків також старших 18 років.
Середній дохід на одне домашнє господарство  становив 63 286 доларів США (медіана — 42 188), а середній дохід на одну сім'ю — 67 568 доларів (медіана — 49 063). Медіана доходів становила 50 625 доларів для чоловіків та 29 063 долари для жінок. За межею бідності перебувало 26,2 % осіб, у тому числі 50,6 % дітей у віці до 18 років та 4,2 % осіб у віці 65 років та старших.
Цивільне працевлаштоване населення становило 200 осіб. Основні галузі зайнятості: освіта, охорона здоров'я та соціальна допомога — 31,5 %, роздрібна торгівля — 20,5 %, мистецтво, розваги та відпочинок — 11,0 %, публічна адміністрація — 7,5 %.